# Channel Orange
Channel Orange (estilizado como channel ORANGE) es el primer álbum de estudio del cantante estadounidense Frank Ocean, lanzado el 10 de julio de 2012 por Def Jam Recordings. Después de lanzar su mixtape Nostalgia, Ultra, Ocean comenzó a componer el álbum. Más que basarse en las canciones que ya tenía realizadas en su mixtape, Ocean quiso cambiar por completo toda la estructura y el sonido que ya tenía establecido para crear algo diferente en Channel Orange.
Channel Orange cuenta con canciones no convencionales que se destacan por su narración y comentarios sociales, y por una fusión musical densa que se basa en hip hop, soul y R&B.
Channel Orange debutó número dos en Billboard 200 y vendió un total de 131.000 copias en su primera semana. La mayoría de sus ventas en la primera semana eran copias digitales de iTunes, mientras que aproximadamente 3.000 de las ventas eran copias físicas. El 30 de enero, Channel Orange fue certificado oro por la Asociación de Industria Discográfica de Estados Unidos (RIAA). En septiembre de 2014, según Nielsen SoundScan, se vendieron un total de 621.000 copias.

## Antecedentes
Frustrado con la inactividad de Def Jam Recordings en su carrera discográfica, Ocean lanzó su primera mixtape Nostalgia, Ultra digitalmente y de forma gratuita en febrero de 2011. En la mixtape se encuentran pistas originales de Ocean y versiones de otras canciones. Además de eso, la mixtape cuenta con elementos musicales y líricos no habituales en el género R&B. A pesar de que el trabajo carecía de una buena promoción, la mixtape fue cosechando un seguimiento considerable y recibió elogios de la crítica. Después de reparar su relación, Ocean y Def Jam trataron de lanzar una versión física Nostalgia, Ultra, pero aunque nunca se materializó, la compañía lanzó dos canciones como sencillos, incluyendo "Novacane", que logró un gran éxito en las listas de Billboard. Posteriormente, Ocean accedió a lanzar un álbum que serviría como una continuación de Nostalgia, Ultra para 2012.
En junio de 2012, en el evento de prelanzamiento de Channel Orange "escucharon" canciones que se planteaban preguntas acerca de la sexualidad de Ocean. Muchas letras abordan un objeto de amor y de sexo masculino que se desvian de la perspectiva heterosexual de sus canciones anteriores. Más tarde, Ocean publicó una carta a través de su blog de Tumblr el 4 de julio. En la carta contaba sus sentimientos no correspondidos hacia un hombre cuando tenía 19 años de edad, citando la experiencia como su primer amor verdadero. Ocean recibió el apoyo de Def Jam y elogios de otros artistas y comentaristas culturales.

## Escritura y desarrollo
Ocean comenzó a escribir las canciones para Channel Orange en febrero de 2011 con el compositor y productor Malay, amigo y socio creativo desde su comienzo en la industria musical como compositor. Ocean empezó a pasar los ratos con Malay una vez que este último se trasladó a Los Ángeles, de ese modo, le presentó a su colectivo de hip hop Odd Future, y así fue como se conectaron creativamente y empezaron a trabajar como socios para Channel Orange. 
De vez en cuando, escribieron canciones juntos mediante la improvisación de ideas musicales de Malay con su guitarra y teclado. 
A pesar de que tenía una total libertad creativa para el proyecto, Ocean se sintió más seguro de sí mismo escribiendo las letras de sus canciones por ordenador que componiéndolas mentalmente como hizo con Nostalgia, Ultra. Para sus letras, Ocean utilizó tanto sus pasadas experiencias personales como la imaginación propia a la hora de componer relatos para canciones.

## Grabación y producción
Una vez que las canciones fueron escritas, Ocean comenzó a grabar las canciones en el mismo orden en el que aparecen en el álbum. La mayor parte del álbum se grabó en el EastWest Estudio en Hollywood, cerca de donde él estaba alquilando una casa en el momento. El complejo contó con un equipo de grabación de la década de 1960. Otros lugares de grabación incluyen Henson Recording Studios y la Record Plant en Hollywood, Westlake Recording Studios y el Studio for the Talented & Gifted en Los Ángeles, Manhattan Sound Recording en Nueva York, y San Ysidro en Beverly Hills. Ocean pudo vivir en una mansión de Beverly Hills durante el proceso de grabación. Tenía una criada en la mansión y disfrutó de las comodidades tales como una piscina y una sauna, pero terminó por grabar sólo tres canciones—"Lost", "Pyramids", y "Analog 2", una colaboración con el también miembro de Odd Future Tyler, The Creator.
Ocean grabó sus voces en solitario por varios meses, luchando intensamente por un alto nivel de rendimiento, además, produjo la mayor parte de Channel Orange. En busca de inspiración, Ocean y Malay escucharon los trabajos más antiguos de músicos como Stevie Wonder, Marvin Gaye, Sly and the Family Stone, Pink Floyd, o Jimi Hendrix con la intención de crear un ambiente en el estudio. También pusieron pósteres de Pink Floyd y Bruce Lee.
La producción también hizo hincapié en la instrumentación. Se incorporaron producciones en vivo y esto sirvió como un punto de inflexión para Ocean después de Nostalgia, Ultra. Ocean alistó al productor Om'mas Keith para ayudarle a rehacer algunas canciones. Agregaron baterías en vivo a canciones como "Crack Rock", "Monks", y "Sweet Life", que fue producida originalmente como una canción digital. Escrita originalmente por Ocean para Bridget Kelly, "Thinkin Bout You" se había registrado como una toma temprana y más tarde fue publicada en la cuenta de Tumblr de Ocean en julio.
A raíz de Nostalgia, Ultra, muchos otros músicos se interesaron en Ocean y se pusieron en contacto con él para trabajar juntos, dando lugar a colaboraciones en Channel Orange. Entre las colaboraciones se incluye el productor Pharrell Williams, quien coescribió y coprodujo "Sweet Life". También se contó con la participación del músico de rock John Mayer, quien tocó la guitarra para "Pyramids" y "White". Ocean contactó con los raperos André 3000 y Big Boi de Outkast para aparecer en "Pink Matter". Sin embargo, André 3000 no quería reunirse con Big Boi como dúo en el álbum de otro artista. Finalmente, solo André 3000 colaboró en la canción rapeando y tocando la guitarra.
Ocean tituló el álbum Channel Orange referenciando a la sinestesia, expresamente al «color-grafema». Un fenómeno neurológico en el cual la percepción de un individuo de números y letras se asocia con colores. El título también alude al primer amor de Ocean, ya que fue durante el verano y el tono que percibió fue el color naranja. Además de eso, la madre de Ocean lo llamó "un álbum perfecto para el verano" después de asistir a una sesión de escucha.

## Recepción

### Rendimiento comercial
Channel Orange debutó número dos en Billboard 200 y vendió 131.000 copias en su primera semana. La mayoría de sus ventas en la primera semana eran copias digitales de iTunes, mientras que aproximadamente 3.000 de las ventas eran copias físicas. La copias digitales vendidas por $2.99 en Amazon.com fueron excluidos en los datos de ventas de Nielsen SoundScan. El álbum vendió 54.000 copias en su segunda semana. Channel Orange también debutó número dos de los álbumes británicos con 13.000 copias vendidas en la primera semana. en Canadá, el álbum debutó número tres, vendiendo un total de 6.700 copias en la primera semana. Cinco sencillos fueron lanzados para promocionar el álbum "Thinkin Bout You" el 17 de abril. "Pyramids" el 8 de junio, "Sweet Life" el 6 de julio, "Lost" el 17 de diciembre, y "Super Rich Kids", el 17 de marzo de 2013. "Thinkin Bout You" alcanzaó el número 32 en el Billboard Hot 100. Ocean interpretó la canción en los MTV Video Music Awards el 6 de septiembre de 2012. La semana siguiente, Channel Orange vendió casi 14.000 copias más. En septiembre de 2014, se habían vendido un total de 621.000 copias en EE. UU.

### Crítica
Channel Orange ha recibido numerosos elogios por parte de la crítica. La página Metacritic le ha dado al álbum una puntuación de 92 de 100, basada en 46 críticas. A finales de 2012, Channel Orange fue nombrado el mejor álbum del año por varias publicaciones, incluyendo Chicago Sun-Times, Billboard, Entertainment Weekly, The Washington Post, The Guardian, Los Angeles Times y Spin. Metacritic lo citó como el álbum mejor criticado de 2012, al igual que uno de los álbumes mejor criticados de la década pasada. Channel Orange ganó Álbum del Año en los Soul Train Music Awards del año 2012 y le otorgó a Ocean 4 nominaciones en los premios Grammy en las categorías de Álbum del Año, Mejor Artista Nuevo, Grabación del Año (por Thinkin Bout You) y Mejor Álbum Urbano Contemporáneo, ganando este último. Ocean aceptó interpretar una canción en vivo en los Grammy solo si le dejaban cantar la canción que él quería—"Forrest Gump".

## Gira
Ocean promocionó y apoyó el álbum con una gira norteamericana que duraría 14 días durante julio de 2012. Se vendieron todas las entradas el 9 de julio. Ocean dijo que "no se trata de que vamos a hacer un millón de cosas en este momento. se trata de que vamos a hacer nuestro mejor esfuerzo para hacer las mejores cosas en este momento." Malay se unió a él como director musical de la gira. La disposición del escenario contó con un guitarrista, bajista, baterista, dos pianos, y un dispositivo de DJ's.
Junto con canciones de Nostalgia, Ultra y Channel Orange, Ocean interpretó "Made in America", sus canciones inéditas "Summer Remains" y "Voodoo", y versiones de canciones de Prince como "When You Were Mine" (1980) y de Beyoncé "I Miss You" (2011). Ocean canceló su show de cierre en el Pabellón de San Andrés en Detroit el 1 de agosto debido a que estaba enfermo.
Después de la gira, Ocean estaba programado para actuar en varios festivales de música, incluyendo Lollapalooza, donde encabezaría el segundo día del festival. Sin embargo, durante su actuación en Øyafestivalen en Noruega, Ocean perdió la voz y terminó su set apresuradamente. Posteriormente, se retiró de sus conciertos europeos. A pesar de que no especificó su razón, Ocean emitió un comunicado a los organizadores de la salida Festival de West Way, en Suecia, diciendo que "Permítanme comenzar diciendo que me siento como un idiota en este momento, pero una decisión difícil tuvo que hacerse en lo que respecta a mi agenda de los próximos meses... Lo siento como la mierda, voy a estar de vuelta, si queréis." Posteriormente actuó en All Tomorrow's Parties en la ciudad de Nueva York el 21 de septiembre.

## Listado de canciones
| N.º | Título                                             | Escritor(es)                                                                                             | Duración |  |
| 1.  | «Start»                                            | Christopher Breaux, James Ryan Ho                                                                        | 0:46     |  |
| 2.  | «Thinkin Bout You»                                 | Breaux, Shea Taylor                                                                                      | 3:22     |  |
| 3.  | «Fertilizer»                                       | James Fauntleroy, Reginal Perry                                                                          | 0:40     |  |
| 4.  | «Sierra Leone»                                     | Breaux, Ho                                                                                               | 2:29     |  |
| 5.  | «Sweet Life»                                       | Breaux, Pharrell Williams                                                                                | 4:23     |  |
| 6.  | «Not Just Money»                                   | Rosie Watson                                                                                             | 1:00     |  |
| 7.  | «Super Rich Kids» (featuring Earl Sweatshirt)      | Breaux, Roy Hammond, Ho, Thebe Kgositsile, Mark Morales, Kirk Robinson, Nat Robinson Jr., Mark C. Rooney | 5:05     |  |
| 8.  | «Pilot Jones»                                      | Breaux, Taylor                                                                                           | 3:04     |  |
| 9.  | «Crack Rock»                                       | Breaux, Ho                                                                                               | 3:44     |  |
| 10. | «Pyramids»                                         | Breaux, Ho                                                                                               | 9:53     |  |
| 11. | «Lost»                                             | Breaux, Ho, Micah Otano                                                                                  | 3:54     |  |
| 12. | «White» (featuring John Mayer)                     | Breaux, Tyler Okonma                                                                                     | 1:16     |  |
| 13. | «Monks»                                            | Breaux, Ho                                                                                               | 3:20     |  |
| 14. | «Bad Religion»                                     | Breaux, Monte Neuble                                                                                     | 2:55     |  |
| 15. | «Pink Matter» (featuring André 3000)               | André Benjamin, Breaux, Ho                                                                               | 4:29     |  |
| 16. | «Forrest Gump»                                     | Breaux, Ho                                                                                               | 3:15     |  |
| 17. | «End / Golden Girl» (featuring Tyler, The Creator) | Breaux, Ho, Okonma, Williams                                                                             | 8:43     |  |

## Personal
Los créditos son una adaptación de notas del álbum.
| - Andre 3000 - guitarra, vocales - Wil Anspach - ingeniero asistente - Auntie Rosie - vocales adicionales - Jeff Babko - teclados - Calvin Bailif - ingeniero - Steve Bartels - marketing - Stacy Barthe - vocales adicionales - Matt Brownlie - ingeniero asistente - Juliet Buck - vocales adicionales - Raymond Buck - vocales adicionales - Chad Carlisle - ingeniero asistente - Matt Chamberlain - tambores de programación adicional, - Christian Clancy - gestión - Kelly Clancy - gestión - Andrew Coleman - ingeniero - Crimson Tide Cheerleaders - vocales adicionales - Brendan Dekora - ingeniero asistente - Earl Sweatshirt - vocales - Dave Eggar - cuerdas - Nabil Elderkin - fotografía - Jeff Ellis - mezclado adicional, ingeniero - Everest - productor ejecutivo - Doug Fenske - ingeniero - Football Game Crowd - vocales adicionales - Frank Ocean - teclados, mezcla, productor, vocales - Matty Green - mezclador de asistente - Adam Harr - ingeniero asistente - Lalah Hathaway - vocales adicionales - Ghazi Hourani - ingeniero asistente - Charlie Hunter - bajo, guitarra - Dan Jensen - asesor legal - Taylor Johnson - guitarra - Michelle Jubelirer - asesor legal - Om'mas Keith - vocales adicionales, ingeniero, teclados, productor | - Ryan Kennedy - ingeniero asistente - Karen Kwak - marketing - Miguel Lara - ingeniero asistente - Peter Mack - ingeniero asistente - Malay - vocales adicionales, programación adicional, bajo, instrumentos de metal, teclados, guitarra, mezcla, productor - De Scott Marcus - marketing - Aaron Martínez - arte del álbum - Thomas Mastorakos - arte del álbum - John Mayer - guitarra - Irvin Mayfield - instrumentos de metal - Vlado Meller - masterización - Paul Meyer - ingeniero asistente - Danielle Miranda-Simms - vocales adicionales - Elizabeth Paige - vocales adicionales - Chuck Palmer - cuerdas - Sara Parkins - cuerdas - Gabrielle Peluso - marketing - Pharrell Williams - adicional de programación, teclados, productor - Akinah Rahmaan - marketing - Marca Santangelo - asistente de masterización - Phillip Scott III - ingeniero - Michael Seltzer - marketing - "Spike" Stent Marcos - mezcla - Shea Taylor - teclados - Gabe Tesoriero - marketing - Pat Thrall - ingeniero - Francisco Torres - instrumentos de metal - Phil Toselli - arte del álbum - Marcos Tovar - ingeniero - Tyler, The Creator - vocales - Vic Wainstein - ingeniero - Barry Weiss - marketing - Kristen Yiengst - marketing |

## Premios Grammy
Los premios Grammy son otorgados anualmente por la Academia Nacional de Grabación de Artes y Ciencias de los Estados Unidos a la excelencia musical, y son considerados los premios más importantes de la industria de la música, el equivalente a los Premios Oscar para el cine, los Premios Emmy para la televisión y los Premios Tony para el teatro. Ocean ha sido premiado con un solo galardón, tras recibir un total de cuatro nominaciones.
| Año  | Trabajo nominado   | Categoría                        | Resultado |
| ---- | ------------------ | -------------------------------- | --------- |
| 2013 | Frank Ocean        | Mejor Artista Nuevo              | Nominado  |
| 2013 | "Thinkin Bout You" | Grabación del Año                | Nominado  |
| 2013 | Channel Orange     | Álbum del Año                    | Nominado  |
| 2013 | Channel Orange     | Mejor Álbum Urbano Contemporáneo | Ganador   |